# Complejo educativo Virgen de la Peana
El complejo educativo Virgen de la Peana  de la villa zaragozana de Ateca, es un edificio escolar con planta en forma de E y relacionado estrechamente con la arquitectura racionalista del primer tercio del siglo XX.

## Descripción
El edificio está construido fuera de la zona amurallada del pueblo en una zona de ampliación de la villa, junto a un mesón del siglo XVIII.
Se trata de un amplio edificio de dos plantas que en aquel momento permitió doblar la capacidad escolar del municipio, agrupando las escuelas de niños y niñas, entonces separadas. Supone un elemento de modernidad constructiva que aun hoy en día es difícil de superar.
Al estar construido en una zona de ampliación tiene una amplia zona de recreo, lo que le hace estar muy en concordancia con esas corrientes racionalista de la arquitectura del siglo XX. El edificio está construido con forma de E y tiene todas la ventanas orientadas al sur, con lo que logra una iluminación natural en todas las aulas.
El edificio se terminó en 1936 y su primer uso fue durante la guerra civil española en que sirvió como hospital de retaguardia para las tropas que venían del frente de Guadalajara.
El primer curso académico que se impartió fue el 1942-1943.
La dirección de las obras corrió a cargo del arquitecto escolar provincial Regino Borobio, siendo adjudicada la obra al constructor Gregorio Vicente Moros.

## Catalogación
Se encuentra inscrita en el Inventario del Patrimonio Cultural Aragonés por lo según la ley 3/1999 de 10 de marzo del Patrimonio Cultural Aragonés tiene la protección de Bien inventariado del patrimonio cultural aragonés.